# Kuhlhasseltia papuana
Kuhlhasseltia papuana är en orkidéart som beskrevs av Johannes Jacobus Smith. Kuhlhasseltia papuana ingår i släktet Kuhlhasseltia och familjen orkidéer. Inga underarter finns listade i Catalogue of Life.